# Final Fantasy: Spiritele ascunse
Final Fantasy: Spiritele ascunse (engleză: Final Fantasy: The Spirits Within) este un film SF de animație pe calculator din 2001, japonezo-american, regizat de Hironobu Sakaguchi, creatorul seriei Final Fantasy de jocuri video RPG. Este primul film foto-realistic de animație pe calculator, fiind și cel mai scump film bazat pe un joc video. Vocile sunt interpretate de actorii Ming-Na, Alec Baldwin, Donald Sutherland, James Woods, Ving Rhames, Peri Gilpin și Steve Buscemi. The Spirits Within prezintă cercetătorii Aki Ross și Doctor Sid în încercările lor din perioada unui Pământ post-apocaliptic de a lupta contra unei rase extraterestre invadatoare cunoscute sub numele de Fantomele, în timp ce puținii oameni supraviețuitori locuiesc în orașe barieră. Ei au de înfruntat și pe generalul Hein, a cărui tactică de distrugere a extratereștrilor poate duce și la distrugerea planetei Pământ.
Square Pictures a realizat această peliculă folosind cele mai avansate capacități de procesare disponibile în momentul producției.  O fermă de randare (en. render farm) formată din 960 de stații de lucru a fost însărcinată cu realizarea tuturor celor 141.964 de cadre ale filmului. A fost nevoie de un personal de 200 de oameni și aproximativ patru ani pentru a finaliza filmul. Square Pictures a intenționat ca personajul Aki Ross să fie prima actriță din lume foto-realistică animată pe calculator, plănuind ca aceasta să apară în mai multe filme cu diferite roluri.
Spiritele ascunse a beneficiat de recenzii împărțite din partea criticilor, dar a fost foarte apreciat pentru realismul personajelor animate. Datorită costurilor în creștere, la sfârșitul perioadei de producție filmul a depășit cu mult bugetul său inițial  anului, ajungând la un cost final de 137 de milioane $, având încasări de doar 85 de milioane de dolari la box-office. Filmul a fost catalogat ca o bombă în ceea ce privește încasările, în engleză  box office bomb, Square Pictures fiind desființată la scurt timp după premieră.

## Prezentare
În anul 2065, Pământul este infectat de Fantome: forme de viață extraterestră capabile să ucidă oamenii doar printr-o simplă atingere fizică. Oamenii supraviețuitori care locuiesc în orașe "barieră" peste tot în lume sunt angajați într-o luptă continuă pentru eliberarea planetei. După ce este infectată de o Fantomă în unul din experimentele sale, Aki Ross (Ming-Na) și mentorul ei, Dr. Sid (Donald Sutherland), descoperă un mijloc de a învinge Fantomele prin colectarea a opt amprente ale unor spirite care, atunci când sunt toate împreună, pot distruge Fantomele. Aki este în căutarea celui de-al șasea spirit în ruinele vechiului New York. Atunci când este încolțită de Fantome, este salvată de Gray Edwards (Alec Baldwin) și de echipa sa Deep Eyes formată dim Ryan Whittaker (Ving Rhames), Neil Fleming (Steve Buscemi) și Jane Proudfoot (Peri Gilpin). Este dezvăluit faptul că Gray a avut mai demult o relație amoroasă cu Aki.
După ce se întorc în orașul lor barieră, Aki împreună cu Sid apar în fața consiliului de conducere, împreună cu generalul Hein (James Woods), care este hotărât să folosească puternicul tun spațial din plasmă numit Zeus pentru a distruge Fantomele. Aki întârzie folosirea tunului Zeus, dezvăluind că ea a fost infectată și că semnăturile spiritelor deja colectate îi mențin stabilă infecția. Această dezvăluire îl convinge pe Hein că ea este controlată de Fantome. Aki și echipa lui  Gray Edwards reușesc să găsească cel de-al șaptea spirit în timp ce infecția lui Aki începe să se agraveze lăsând-o într-o stare de inconștiență.
Visul lui Aki dezvăluie că Fantomele sunt de fapt duhurile unor extratereștri morți care au ajuns pe Pământ pe un fragment din planeta lor distrusă într-un conflict de proporții. Sid folosește al șaptelea spirit pentru a aduce infecția lui Aki din nou sub control, revitalizându-o.
Pentru a speria Consiliul în vederea obținerii accesului la puterea de foc a tunului Zeus, Hein reduce energia  scutului barierei de protecție a orașului. Deși Hein plănuia ca doar câteva Fantome să intre, lucrurile scapă de sub control și legiuni de Fantome invadează întregul oraș. Aki, Sid și trupele Deep Eyes  încerce să ajungă la nava lui Aki, mijlocul lor de evacuare, dar Ryan, Neil și Jane sunt uciși de Fantome. Sid află că al optulea spirit se află în craterul rezultat în urma impactului asteroidului extraterestru cu planeta Pământ. Hein scapă și se duce în spațiul cosmic, pe stația Zeus, unde primește în cele din urmă autorizația de a folosi tunul.
Sid folosește un vehicul ecranat pentru a-i coborî pe Aki și Gray în craterul în care au localizat ultimul spirit. Chiar înainte de a ajunge la acesta, Hein trage cu tunul Zeus în crater și, nu numai că distruge cel de-al optulea spirit, dar face să apară și Gaia Fantomelor. Aki are o nouă viziune a planetei Fantomelor, ea fiind capabilă să primească în ea al optulea spirit format din particule extraterestre. Când Aki se trezeste, ea și Gray se combină cu celelalte șapte spirite. Hein continuă să tragă cu tunul Zeus în ciuda avertismentelor de supraîncălzire și distruge neintenționat tunul, murind în proces. Gri se sacrifică ca un mediu necesar pentru transmiterea fizică a spiritului finalizat în Gaia extraterestră. Gaia planetei Pământ revine la normal în timp ce Fantomele urcă în spațiul cosmic, lăsând Pământul în cele din urmă în pace. Aki iese din crater cu corpul lui Gray și privește spre lumea recent eliberată.

## Producție
Pentru interpretarea vocii lui Aki Ross a fost aleesă Ming-Na Wen de către Sakaguchi pe baza deciziei sale că aceasta s-ar potrivi personalității lui Aki. Ming-Na, care a ajuns să joace în acest rol prin publicistul ei,,  a spus că a simțit ca a dat naștere personajului cu vocea sa. Ea a remarcat că rolul nu a fost fără dificultăți; mai ales lucrul fără prezența și spontaneitatea unor actori reali.

### Distribuție voci
- Ming-Na este Dr. Aki Ross
- Alec Baldwin este căpitanul Gray Edwards
- Ving Rhames este sergentul Ryan Whittaker
- Steve Buscemi este caporalul Neil Fleming
- Peri Gilpin este caporalul Jane Proudfoot
- Donald Sutherland este Doctorul Sid
- James Woods este Generalul Douglas Hein
- Keith David este consilierul Drake
- Jean Simmons este consiliera Hee
- Matt McKenzie este Maior Elliot
- John DiMaggio este soldat BFW  #1

## Coloana sonoră
Coloana sonoră a filmului a fost lansată la 3 iulie 2001 de Sony Music.
Elliot Goldenthal a compus întreaga coloană sonoră, precum și piesa tematică a filmului, „The Dream Within”.

## Legături externe
- Final Fantasy: Spiritele ascunse la Internet Movie Database
- Final Fantasy: Spiritele ascunse la Allmovie
- Final Fantasy: Spiritele ascunse la Rotten Tomatoes
- Final Fantasy: Spiritele ascunse la Box Office Mojo
- Final Fantasy: Spiritele ascunse la Metacritic
- Final Fantasy: Spiritele ascunse (film) la Enciclopedia Anime News Network
- Final Fantasy: Spiritele ascunse la CineMagia